# Up or out
Up or out (dt. Rauf oder raus) ist ein Karrieremodell, bei dem ein Mitarbeiter das Unternehmen verlassen muss, wenn er nicht in festgelegten Zeiträumen die jeweils nächste Hierarchiestufe erreicht. Dadurch soll die Motivation und Kompetenz der Mitarbeiter auf allen Karrierestufen sichergestellt werden. Eine andere Bezeichnung ist Grow or go. Dieses Prinzip ist insbesondere in beratenden Branchen anzutreffen, also beispielsweise bei Unternehmensberatungen und großen Anwaltskanzleien.

## Recht
Da dieses Prinzip in Ländern mit starken Arbeitnehmerrechten in seiner reinen Form nur begrenzt praktikabel ist (z. B. weil zeitlich begrenzte Arbeitsverträge nur bis zu einer bestimmten Dauer zulässig sind), kommt dieses Prinzip hier meist nur in Unternehmungen zum Tragen, in denen auch Mitarbeitern, die das Unternehmen im Rahmen einer Grow-or-go-Politik verlassen, erstklassige Karrierechancen offenstehen (z. B. Spitzenstrategieberatungen).
In anderen Beratungen oder Kanzleien wird es gelegentlich nicht-publik praktiziert, indem Mitarbeitern in Gesprächen ein Arbeitsplatzwechsel indirekt nahegelegt wird oder darauf spekuliert wird, dass nicht beförderte Mitarbeiter aus Frustration das Unternehmen selbstständig verlassen.
Gelegentlich werden auch Mobbing-Vorwürfe laut, in denen Mitarbeiter darlegen, ihre Frustration würde bewusst provoziert, indem sie zum Beispiel Projekten mit geringen Erfolgschancen zugeordnet, von der internen Kommunikation abgeschottet oder auf andere Weise benachteiligt würden.
In technischen oder sehr wissensintensiven Bereichen (z. B. IT-Beratung oder Wirtschaftsprüfung) kommt eine Up-or-out-Politik oft bewusst nicht zum Einsatz, da altgediente, jedoch nicht beförderte Mitarbeiter für das Unternehmen einen großen Investitionswert darstellen. Dies kann z. B. durch die große Menge an teuren Schulungen und Zertifizierungen bedingt sein, die ein Mitarbeiter durchlaufen hat und für die andere Unternehmen wiederum bereit sind, hohe Löhne zu zahlen.
Auf der anderen Seite durchlaufen Mitarbeiter in den von Grow-or-go-Politiken betroffenen Branchen oft sehr steile Lern- und Erfahrungskurven, die die Mitarbeiter schnell auch für Unternehmungen außerhalb der beratenden Branchen interessant machen.
Die Up-or-out-Politik führt zu einer erhöhten Fluktuation von Mitarbeitern, die von Arbeitgebern genutzt wird, um die Mitarbeiterstruktur in ihrem Sinne zu beeinflussen.